# 司马冲镇
司马冲镇，是中华人民共和国湖南省邵陽市武冈市下辖的一个乡镇级行政单位。

## 行政区划
司马冲镇下辖以下地区：
司马冲社区、大园村、坪江村、高枧村、元丰村、下抄村、抄江村、长抄村、东塘村、田心村、古底村、氽水村、正冲村、夏家塘村、江姐村、勒石村、五星村、新安村、山背村、洽义村、麻藤村和杨梅村。